# Schleißheimer Straße 25 (München)

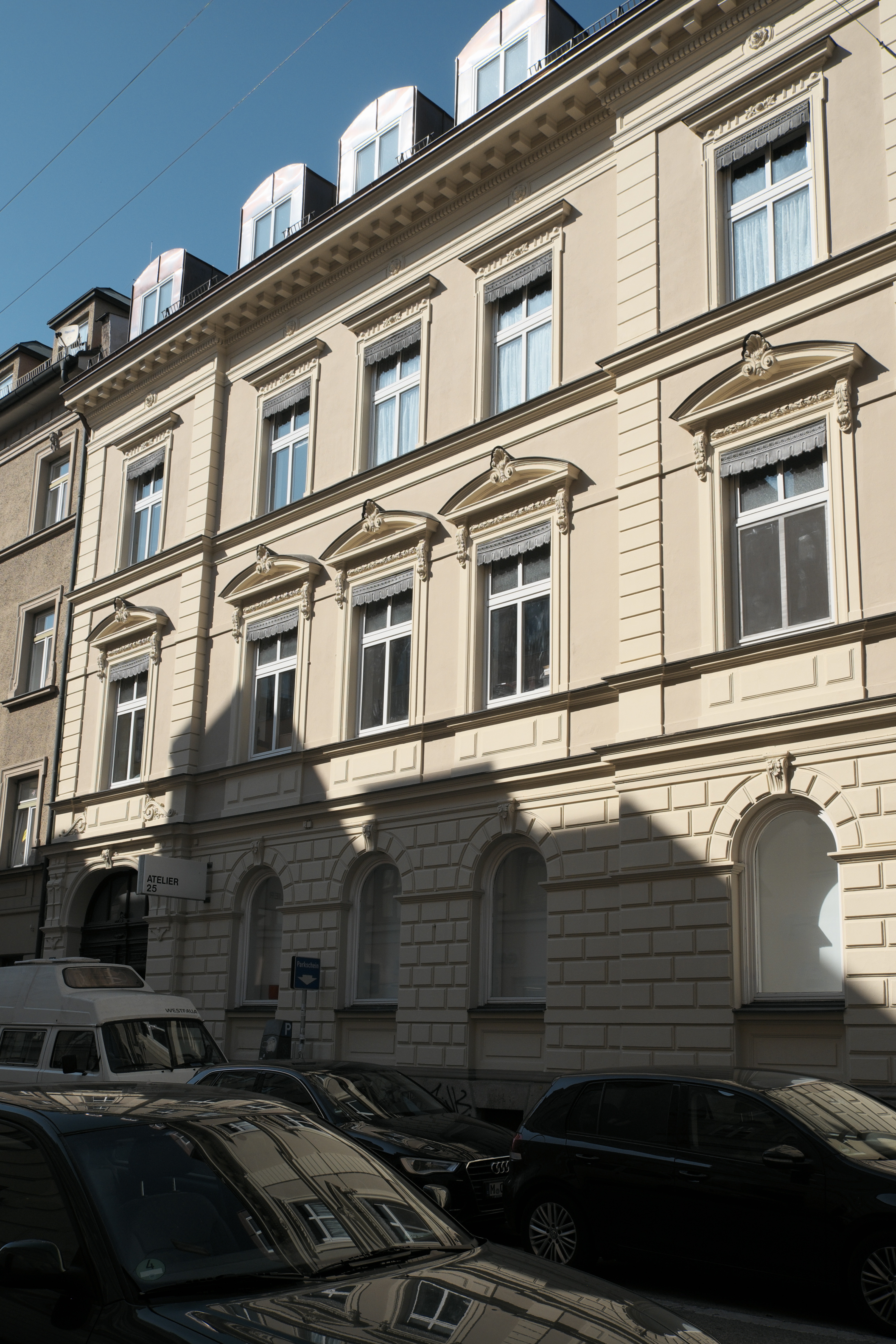
Schleißheimer Straße 25

Das Mietshaus in der Schleißheimer Straße 25 ist ein geschütztes  Baudenkmal im Münchner Stadtbezirk Maxvorstadt, das der Bauunternehmer Josef Brandl 1879/80 auf zuvor unbebautem Grund errichtete. Es besteht aus einem dreigeschossigen Vordergebäude und einem ursprünglich zweigeschossigen Rückgebäude.

## Geschichte
Im Jahr 1887 erwarb der Bildhauer und Hofstuckateur Johann Rappa das Anwesen an der Schleißheimer Straße. Er ließ 1888 das Rückgebäude, das um diese Zeit auch seine bis heute erhaltene Bauplastik erhielt, von Anton Lottermann zum Atelier umbauen. 1895/96 wurde das Rückgebäude um eine Büroetage erhöht. 1898/1900 wurde durch Ludwig Kissling an der Rückseite des Hauptgebäudes eine Veranda angebracht. Durch den Einbau von drei Wohnungen im Dachgeschoss und den dadurch bedingten halbhohen Aufbau oberhalb des ehemaligen Traufgebälks im Jahr 1936 wurde das ursprüngliche Aussehen der Fassade verändert.

## Architektur

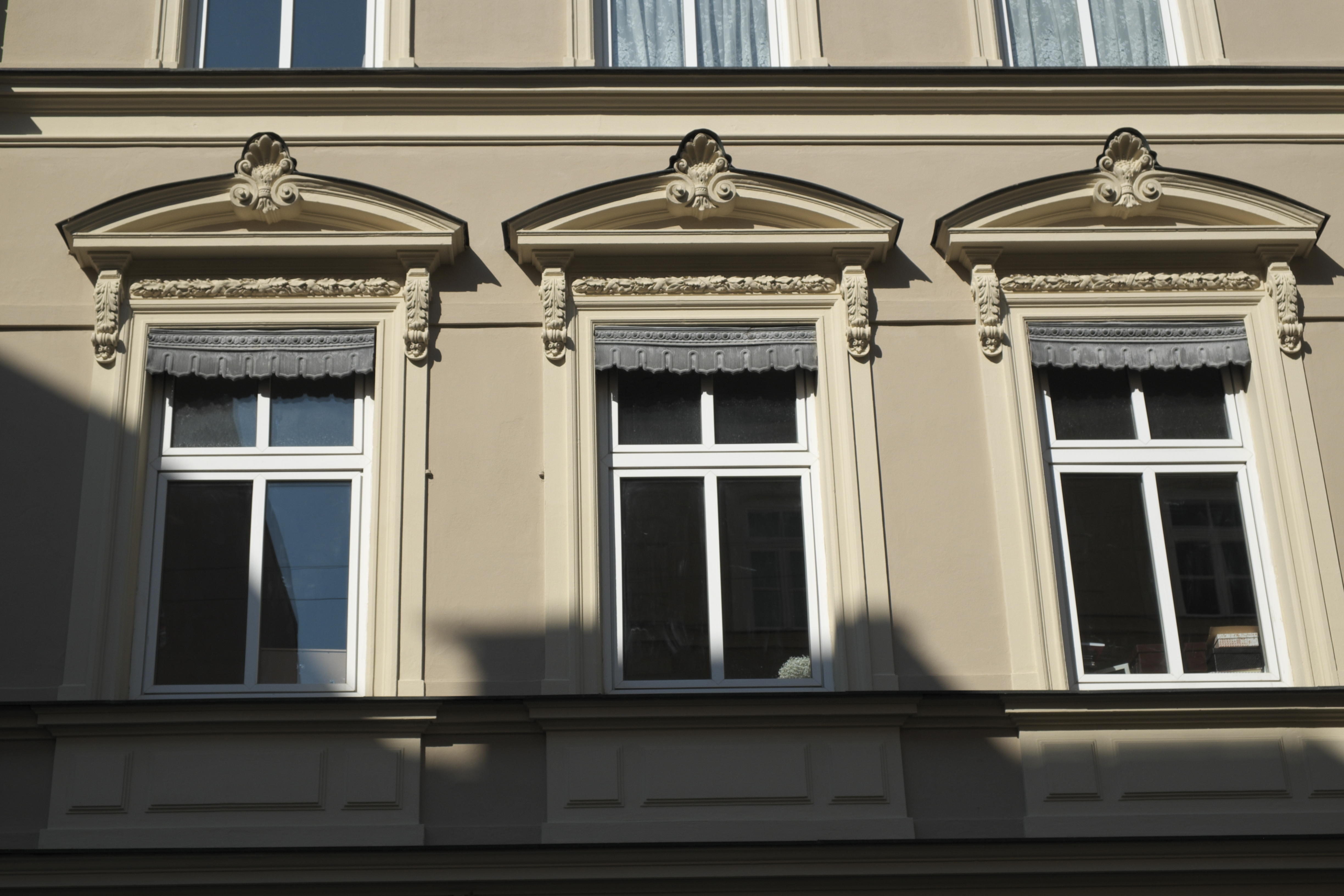
Fenster mit Ziergiebeln an der Fassade

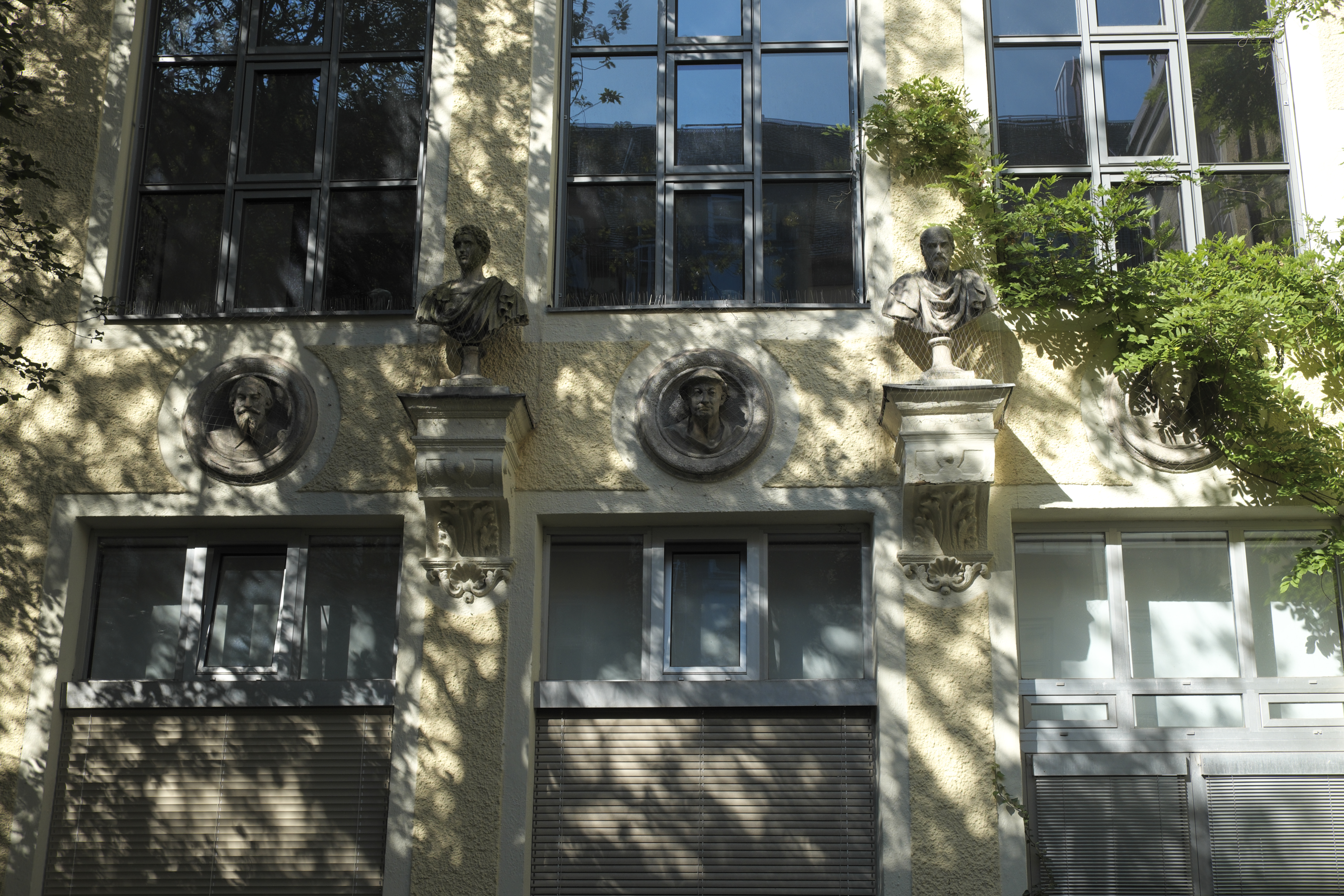
Rückgebäude

Die drei aus der Bauzeit erhaltenen Geschosse der Fassade sind im Stil der Neorenaissance gestaltet. Zwei seitliche, nur leicht vorspringende Risalite rahmen den dreiachsigen Mittelteil. 
Das Erdgeschoss hebt sich durch rustiziertes Mauerwerk ab. Die Fenster der ersten Etage sind mit segmentbogigen Ziergiebeln versehen, die in der Mitte von Palmetten mit seitlichen Voluten durchbrochen sind und auf mit Blattdekor verzierten Konsolen ruhen.
Die Durchfahrt des Hauptgebäudes weist einen hochwertigen, von Johann Rappa geschaffenen Stuckdekor auf, der dazu diente, die Fertigkeiten der Firma Rappa & Giobbe anschaulich zu belegen. Die Wände sind mit Karyatiden verziert, an der Decke sind Szenen aus der Mythologie und eine von Engeln umgebene Madonna mit Kind dargestellt. 
Am Rückgebäude sind Konsolen und Medaillons mit Büsten angebracht.

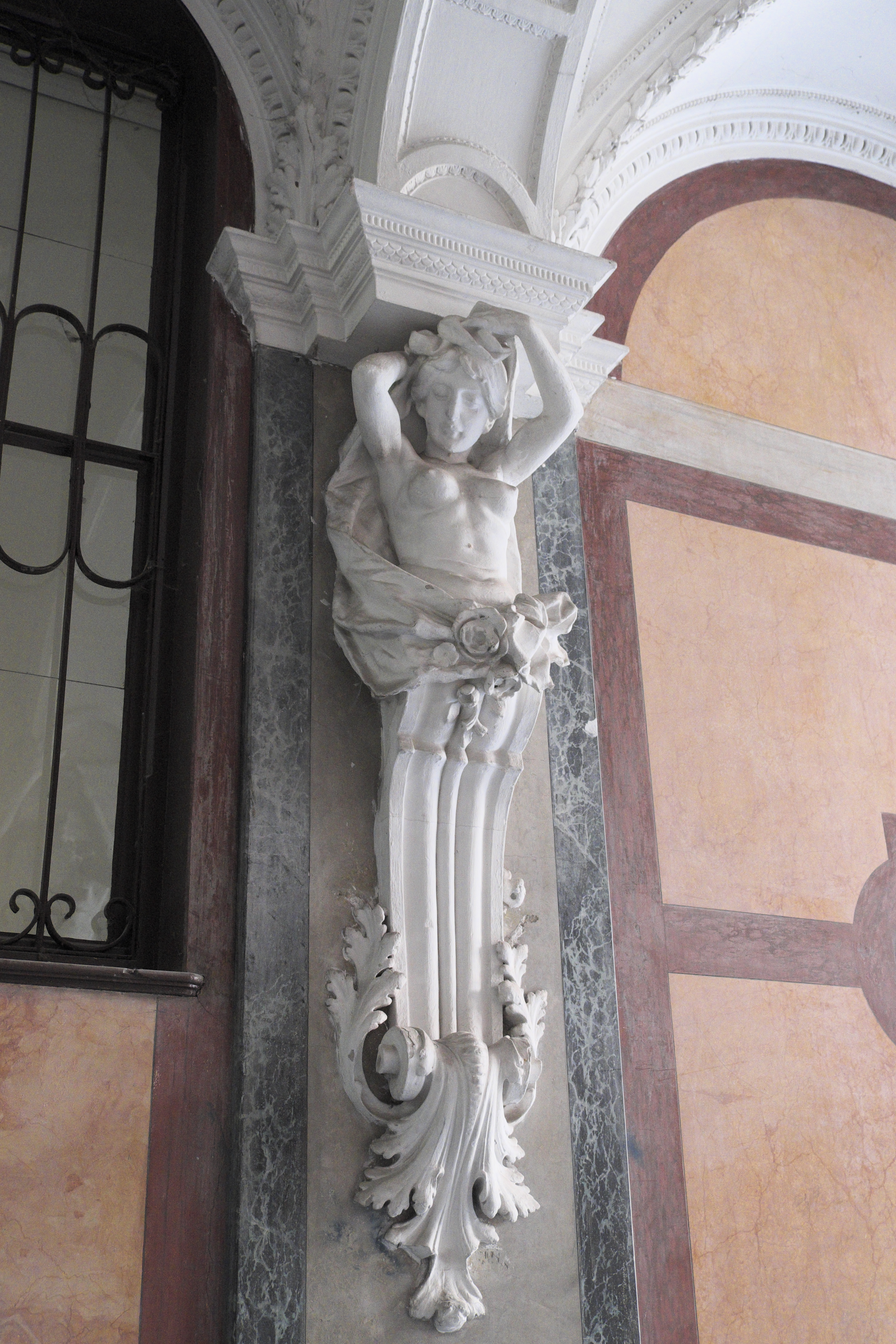
Karyatide
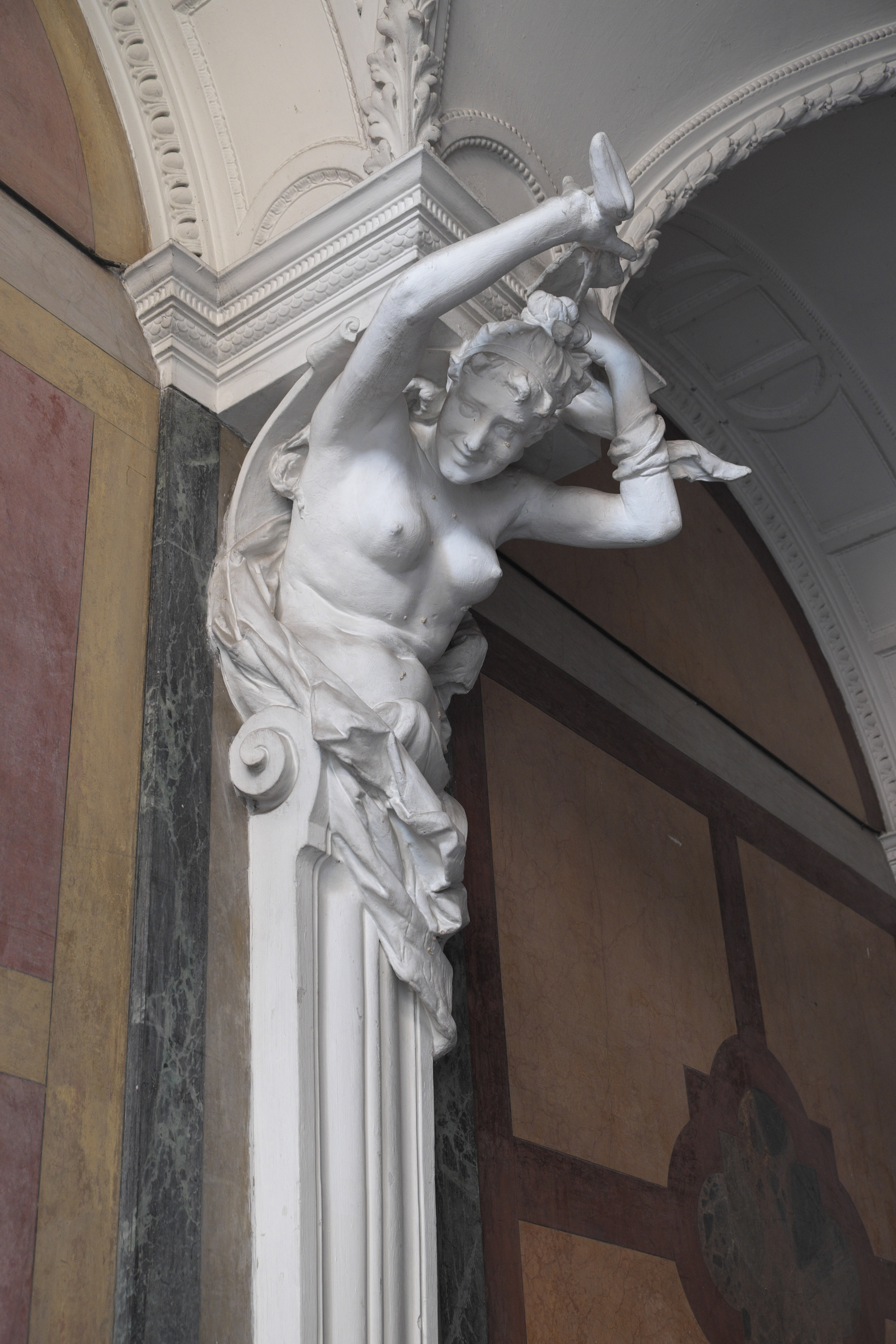
Karyatide
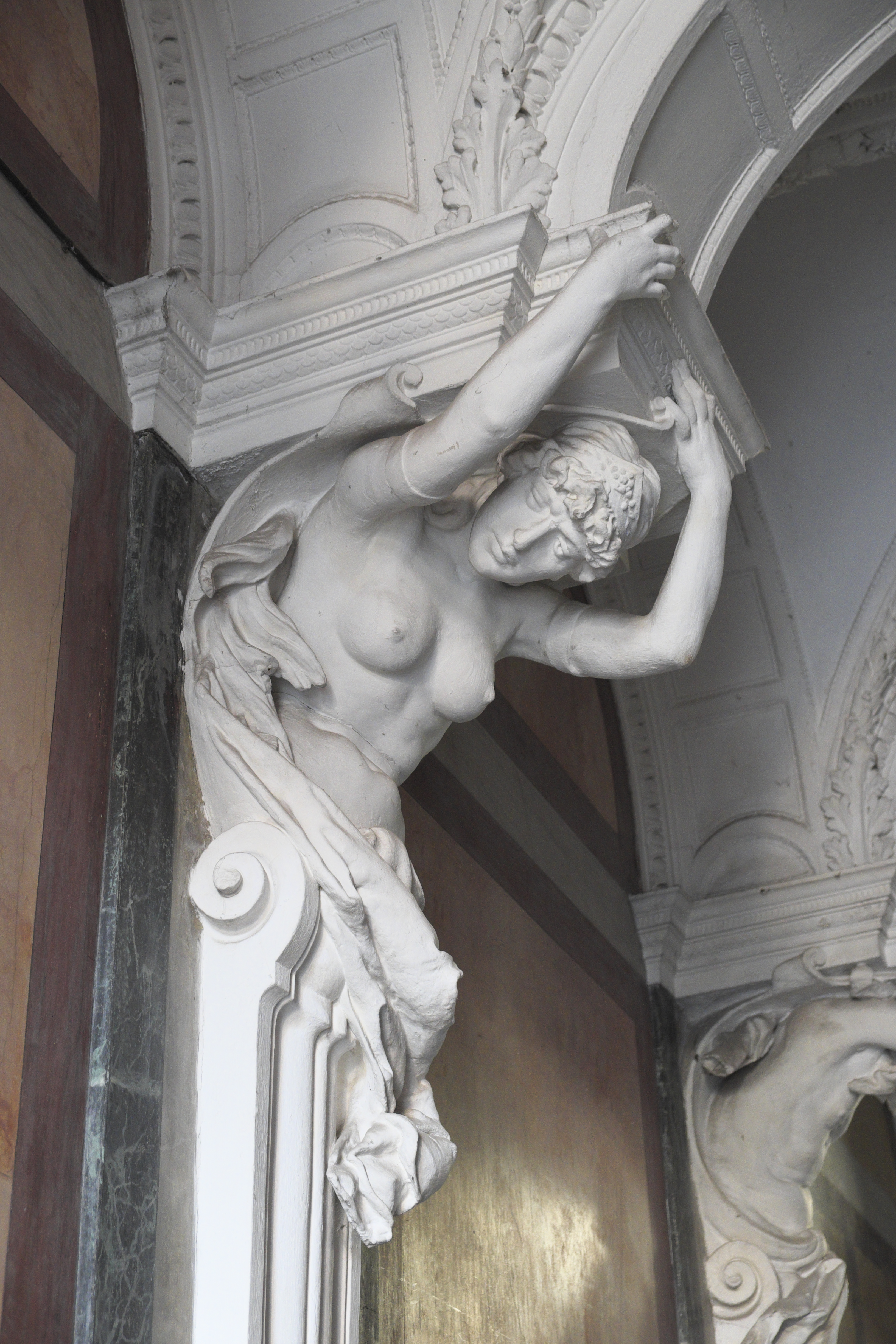
Karyatide
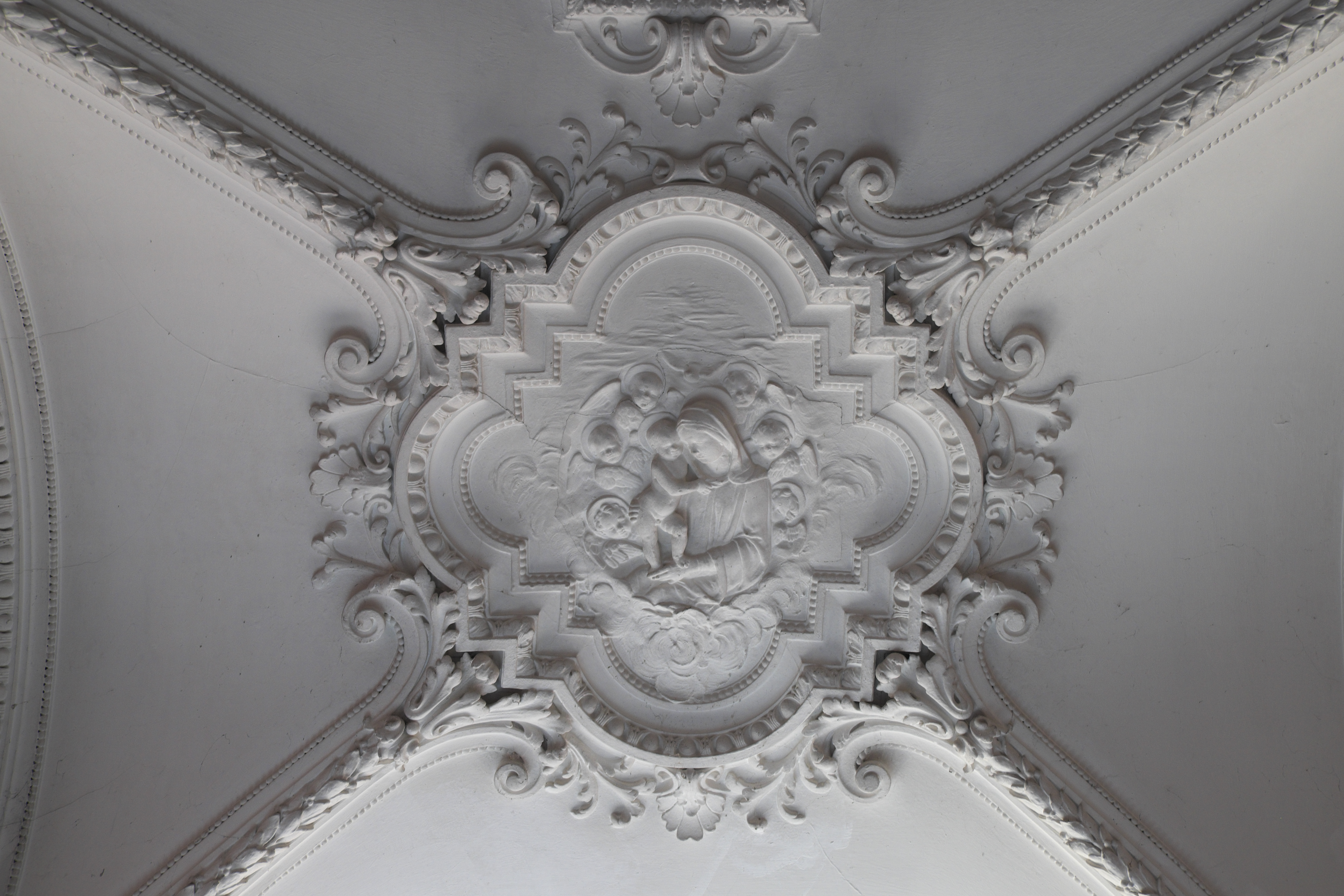
Stuck an der Decke